# Filozofický skepticismus

Klasické znázornění pravdivého poznání jako průsečíku mezi pravdou a domněnkou

Filozofický skepticismus je jak filozofická koncepce, tak i filozofická škola (pyrrhonismus), jejichž podstatou je poznaní objektivní skutečnosti ve smyslu kritického racionalismu. Východní školy filozofického skepticismu, které se podstatně liší od západních filozofických směrů, vycházejí ve své metodologii z hlubokých epistemologických základů.
Rozsah filozofického skepticismu je od pochybnosti o možnosti filozofického řešení až po agnosticismus a nihilismus. Všichni antičtí filozofičtí skeptici se shodují v názoru, že poznání je možné jen díky apriorním předpokladům, které nelze odvodit ze smyslové zkušenosti, a proto je nutné jeho pravdivost neustále ověřovat. V klasické filozofii odkazuje skepticismus na osobnostní rysy školy „Skeptikoi“ – filozofů, o kterých se říkalo že „nic netvrdili, ale že se jenom domnívali“. V tomto smyslu zastává filozofický skepticismus názor, že je třeba se vyvarovat postulátu konečné pravdy. Jediný systematický zdroj z této doby je od Sexta Empirica, protože většina antických skeptiků nezanechala žádné písemnosti, nebo se jejich spisy nezachovaly.
Moderní západní skepticismus vychází z názoru, že empirickou zkušeností lze bezprostředně poznávat ideje či univerzálie (Bertrand Russell). Russell viděl jediný skutečně účinný nástroj poznávání v přírodních vědách. Právě přírodní vědy a nikoliv morálka nebo náboženství měly být podle něho vzorem filozofie; Russell tak položil základy pro nynější vědecký skepticismus.

## Antický filozofický skepticismus
Skeptické úvahy nalezneme již u starších sofistů. Novinkou pyrrhónské skepse typickou pro období helénismu však jsou etické důsledky plynoucí z teze o nepoznatelnosti světa. Mezi protikladnými věcmi vnímanými i myšlenými nelze rozhodnout o pravdivosti, proto je třeba zdržet se úsudku (epoché). S vědomím nerozhodnutelnosti o pravdě se člověk osvobozuje od zmatku plynoucího z protikladného výkladu věcí a dospívá k vnitřnímu klidu (ataraxia), k neotřesitelnosti ducha. Staří pyrrhonici dospěli k názoru, že smyslové údaje nevypovídají o skutečné přirozenosti věcí, a ta je tudíž nepoznatelná. Totéž se vždy může jevit různě a jeden názor nelze upřednostnit před druhým, neboť žádný smyslový vjem nemůže potvrdit svou vlastní pravdivost. Další fází vývoje skepticismu byla tzv. „akademická skepse“. Rozvinula se v athénské Akademii zejména pod vedením Arkesilaa a Karneada z Kyrény, jehož snahou bylo důsledně odhalovat rozpory v teoriích filozofických oponentů, zejména stoiků. Vzhledem k charakteru skepticismu, jenž, zastáván dogmaticky, popírá sám sebe[zdroj?]byla pro akademické skeptiky kritika oponentů důležitější i plodnější nežli prosazování vlastních pozitivních, dogmatických filozofických teorií. Akademická skepse se tak vzdaluje pyrrhonismu a blíží se spíše moderní podobě empirismu: člověk nemá dosahovat neochvějnosti ducha z nemožnosti jistoty o pravdě, nýbrž uvažovat a jednat podle toho, co se zdá pravděpodobným. Během 1. a 2. st. n. l. se skeptická škola opět rozvíjí, navazujíc zejména na starší tradici pyrrhónskou – Ainesidémos a Agrippa Skeptika. Posledním významným antickým skeptikem je Sextus Empiricus. Jeho přínos ke skeptické teorii byl pravděpodobně velmi malý, právě od něj se však až do dnešní doby zachovalo nejpodrobnější svědectví o antickém filozofickém skepticismu.

### Zénón z Kitia
Zénón z Kitia (asi 333–262 př. n. l.) byl vlivný starověký řecký filozof helénistické školy a zakladatel stoicismu. Z jeho díla se zachovaly jen zlomky u jiných autorů a také o jeho životě víme jen anekdotické příběhy. Zato jeho filozofie sebeovládání měla nesmírný vliv v celé pozdní antice, zejména v Římě a v raném křesťanství. Také v novověku se ke stoicismu hlásilo mnoho významných lidí. Jádrem Zénónova učení byl názor, že člověk má především usilovat o to, aby jím nic v životě nemohlo otřást. Proto se nesmí k ničemu upínat, musí ovládat své vášně a choutky, a pak může dosáhnout i klidu a štěstí (ataraxie). „Klidu se nejlépe dosáhne lhostejností k radostem i strastem“. Člověk má vždy udělat to, co je právě správné. Stoicismus je filozofie hrdinské svobody, autonomie jednajícího a odpovědného člověka, který ovládá sám sebe, řídí se svým rozumem a svými povinnostmi a vzdoruje osudu. Proto měl takový vliv v celých pozdějších dějinách a mimo jiné i velký vliv na vývoj filozofického skepticismu.

### Pyrrhón z Élidy
Pyrrhón z Élidy (asi 360–260 př. n. l.) byl starověký řecký filozof, považovaný za zakladatele pyrrhonismu a do jisté míry i skepticismu vůbec. Pyrrhónovou ústřední myšlenkou je nejistota každého poznání, jak smyslového tak rozumového. Interpreti se neshodují v tom, zda ji Pyrrhón připisoval neuchopitelnosti a proměnlivosti skutečnosti samé, anebo – jako pozdější pyrrhonisté – omezenosti našich smyslů i rozumu. V obou případech ale moudrému člověku nezbývá, než se ve všem zdržet úsudku (řec. epoché). Jen tak může totiž dosáhnout vnitřního klidu (ataraxie) a štěstí (eudaimonia).
3 základní teze: 1.) Nejsme schopni o žádné věci říci, jaká je doopravdy, ale pouze, jak se nám jeví; 2.) O všem můžeme mít protichůdné názory; 3.) Nepodařilo se nám najít pevné kritérium, podle kterého bychom věci poznávali a hodnotili
Člověk by se
měl raději zdržet jakýchkoli úsudků o skutečnosti, protože nic nelze
jednoznačně tvrdit = skepse.

### Arkesilaos
Arkesilaos (asi 316–241 př. n. l.) byl starověký řecký filozof a zakladatel druhé platonické akademie v Aténách. Byl prvním akademikem, který přijal filozofický skepticismus tak jak byl definován pyrrhoniky: „moudrému člověku nezbývá, než se ve všem zdržet úsudku„. Zahájil tím další fázi vývoje skepticismu, tzv. „akademickou skepsi“. Jeho snahou bylo důsledně odhalovat rozpory v teoriích filozofických oponentů. Vzhledem k charakteru skepticismu, jenž v podstatě popírá sám sebe: „nelze poznat ani to, že nelze nic poznat“, byla pro akademické skeptiky kritika oponentů důležitější i plodnější nežli prosazování vlastních pozitivních dogmatických filozofických teorií.

### Karneadés z Kyrény
Karneadés z Kyrény (214–129 př. n. l.) byl radikální skeptik a první ze starověkých řeckých filozofů, který prohlásil, že metafyzika pochybila ve snaze odhalit racionální význam náboženské víry. Karneadés začal od roku 159 př. n. vyvracet všechny předešlé dogmatické doktríny, speciálně filozofických směrů stoicismu a empirismu, které doposud nikdo nezpochybňoval. Podle záznamu jeho následovníka Kleitomacha (Karneadés sám nezanechal žádné spisy) zpochybňoval nejenom schopnost smyslů získat pravdivé poznání, ale tutéž neschopnost přisuzoval i rozumu. Přesto byl jeho skepticismus umírněný vírou, že je možné přece jenom zjistit pravděpodobnou pravdu, aby nám to umožnilo správně žít a jednat.

### Kleitomachos
Kleitomachos (187–109 př. n. l.) přišel do Atén kolem roku 146 př. n. l. a stal se žákem Karneada z Kyrény. Zastával, stejně jako jeho učitel, filozofický skepticismus. Z jeho děl, kde popisoval názory svého učitele se nic nezachovalo, ale Cicero je použil pro některé své spisy.   Kleitomachova filozofická pojednání jsou shromážděna ve „Školách myšlení“ (περί αἱρέσεων).

### Ainesidémos
Ainesidémos (kolem roku 100 n. l.) byl starověký řecký skeptický filozof, který žil kolem roku 100 n. l. v Alexandrii. Pravděpodobně byl členem platónské akademie v Athénách, odmítl ale uznat všeobecně uznávaný princip epoché (εποχή) – zdržení se úsudku – a založil třetí školu filozofického skepticismu, tzv. pyrrhonismus. Ve svém hlavním díle Pyrrhoneioi logoi (Πυρρώνειοι λóγοι) shrnuje svoje nejhlavnější myšlenky. Také zde zdůvodňuje epoché v tzv. 10 trópech:
1. Smyslové vnímání je různé v různých stavech vědomí
2. Jednotlivci vnímají stejné věci rozdílně
3. Smyslové vnímání té samé věci může samo sobě odporovat
4. Dále se může měnit podle času a pod vlivem fyzikálních změn
5. Také se může měnit v souladu s lokálními podmínkami
6. Poznání objektu je možné jenom nepřímo prostřednictví vzduchu, vlhkosti, atd.
7. Všechny objekty neustále mění barvu, teplotu, velikost a pohyb
8. Všechny vjemy na sebe vzájemně působí
9. Hodnocení dojmů se zhoršuje opakování a návykem
10. Každý má jiné přesvědčení a jiné sociální postavení

### Agrippa Skeptik
Agrippa Skeptik byl řecký filozof, který žil v období kolem 1. století n. l. Je považován za autora pěti důvodů k pochybnostem, řecky τρόποι (trópos), které údajně ustanovují nemožnost pravdivých poznatků:
1. Neshoda – neshoda běžného života s názory filozofů
2. Vývoj – všechny důkazy je nutné neustále bez konce ověřovat (ad infinitum)
3. Relace – všechny věci se mění v závislosti na různých úhlech pohledu
4. Předpoklad – pravdu potvrzuje většinou hypotéza
5. Kruhovost – hledaná pravda je v bludném kruhu (diallelus)

### Sextus Empiricus
Sextus Empiricus (cca 200–250 n. l.) byl římský lékař a filozof řeckého původu. Filozoficky se řadil ke skeptikům, ale patrně patřil spíše k filozofujícím spisovatelům, protože v jeho dílech nacházíme především souhrn myšlenek jiných skeptiků. Sextův vlastní přínos pro filozofii je velmi malý; jeho význam spočívá především v tom, že jeho díla jsou v oblasti starověké antické skepse nejlépe dochovaná a lze si z nich udělat představu o logických vývodech jiných starších filozofů. Díky jeho dílu si lze učinit obrázek o tehdejším lékařství nejen z laických pohledů, které se v tehdejší literatuře vyskytují relativně často. První překlady Sexta do latiny začaly vznikat ve 13. stol. První tištěné verze jeho spisů byly publikovány během 16. stol (např. v Paříži v roce 1569).

## Moderní západní skepticismus

### René Descartes
René Descartes (1596–1650) byl francouzský filozof, matematik a fyzik. Descarta silně ovlivnila skepse Montaigneova, rozpad scholastické filozofie a stoické myšlenky. Celé jeho životní úsilí je zoufalým hledáním pevných jistot, nejprve matematických, později i filozofických: Descartovo řešení spočívá v radikální skepsi, zpochybnění všeho, o čem lze pochybovat – a právě tam najde pevnou půdu v sebejistotě myslící duše či subjektu.
Descartes ovšem odmítá běžnou skepsi, „pochybování pro pochybování“, a pochybnost užívá jen proto, aby se dobral pravdy. V jeho případě se tak jedná o metodický skepticismus. Naproti tomu v životě je třeba jednat, i když naše poznání není jisté.

### John Locke
John Locke (1632–1704) byl hlavním představitelem novověkého britského empirismu a jedním ze zakladatelů liberalismu. Kriticky se staví proti Descartovi – odmítá jeho učení o vrozených idejích a tvrdí, že rozum je původně tabula rasa (nepopsaná deska), do které se teprve dodatečně obtiskují zkušenostní dojmy. Poznání je tak podle Locka výlučně empirické – „nic není v rozumu, co předtím nebylo ve smyslech“. Rozum vytváří ideje:
1. smyslovým vnímáním vnějších objektů (sensation)
2. vnitřním nahlížením (reflexion)

### David Hume
David Hume (1711–1776) je znám domyšlením některých důsledků empiristické teorie poznání. Zaujal především svou kritikou kategorie kauzality jako něčeho, co by bylo ve věcech, a na základě fenomenologické analýzy ukázal, že pojem kauzality, vzniká v člověku opakováním určitých stabilně se vyskytujících vjemů. Hume navazuje na Locka, ale přináší navíc nové, přesné rozlišení jednoduchých představ. Podle Huma jsou pravdivé jenom takové poznatky, které lze přímo vyvodit z impresí (dojmů). Tímto skepticismem Hume zasadil metafyzikům těžkou ránu, ne-li zničující, protože podle něj dogmatičtí filozofové překračují hranice a předstírají vědění tam, kde prostě vědět nemůžeme.

### Auguste Comte
Auguste Comte (1798–1857) byl francouzský reformátor a originální myslitel, zakladatel pozitivismu. Podle Comta prochází lidstvo ve svých dějinách zákonitě třemi stádii, totiž teologickou, metafysickou a pozitivní epochou (zákon tří stádií). V první se lidstvo řídilo náboženstvím, ve druhé filozofickou spekulací, kdežto ve třetí se bude řídit jen racionální a pozitivní vědou. Comteho Pozitivismus navázal na starověký filozofický skepticismus a kritickou filozofii Davida Huma,způsobem myšlení, který se chce vyhnout spekulaci a vycházet jen z jednotlivých ověřitelných faktů. Je kriticky zaměřen proti metafyzice, ontologii a všem spekulativně orientovaným filozofiím.

### Bertrand Arthur Wiliam Russell
Bertrand Arthur Wiliam Russell (1872–1970) byl významný anglický matematik, filozof, logik a spisovatel. Jako mladý muž se Russell přikláněl k platonismu, ale další jeho filozofický vývoj ho však řadí spíše do novopozitivistické školy. Russell vycházel z názoru, že empirickou zkušeností lze bezprostředně poznávat ideje či univerzálie. Jediný skutečně účinný nástroj poznávání viděl proto Russell v přírodních vědách. Právě tyto a nikoliv morálka nebo náboženství by podle něj měly být vzorem filozofie. Filozofie by měla pracovat jen v těch oblastech, jež dosud nejsou zpřístupněny exaktnímu přírodovědeckému bádání, ale i zde může pouze na problémy poukazovat, a nikoli je řešit. Při svých úvahách o problematice smyslu a pravdivosti pak Russell svůj empirismus dále rozvíjel v závislosti na své koncepci logického atomismu.

## Východní skepticismus
Východní školy filozofického skepticismu se podstatně liší od západních směrů filozofického skepticismu. Zatímco k pochopení západního filozofického skepticismu je třeba sledovat myšlenky a filozofické koncepce jednotlivých filozofů a jejich časovou návaznost, k pochopení východní skeptické filozofie stačí pochopit jejich tradiční hodnoty filozofického bádání.
Východní filozofické školy vycházejí ve své metodologii ze svých hlubokých epistemologických základů a navazují s generace na generaci na tradiční hodnoty filozofického bádání, zejména na školu logického myšlení – njáju a na ortodoxní školu indické filozofie, která popisuje prostředky, které vedou k pravdivým závěrům – vaišéšiku. Obě školy vznikly na základě nejstarších filozofických úvah – upanišad, které byly komponovány v období mezi lety 600 až 300 př. n. l. a svou moudrost čerpají z véd, které popisují období až 8000 př. n. l. Na základě véd vznikl hinduismus a z něho vznikaly postupně další náboženské a filozofické směry. Nejdůležitější z nich jsou buddhismus a džinismus, které vznikly jako skeptická reakce na hinduismus a jeho kastovní systém.

### Buddhistický skepticismus
Uvnitř východních filozofických škol byl Buddha opravdovým skeptikem, protože zpochybnil hinduistický dogmatismus a náboženskou a společenskou hierarchii kastovního systému. Zpochybnění těchto základních epistemologických zásad je v Indii považováno za opravdový filozofický skepticismus, zrovna tak, jak tomu bylo ve starověkém Řecku s pyrrhonismem.
Buddha se vědomě distancoval od těch, kteří vytvářeli spekulativní teorie o začátku a konci, omezenosti a nekonečnosti světa, původu člověka nebo posmrtného bytí. Srovnával je se slepci, z nichž se každý dotýká slona na jiném místě a pak se dostává do prudkého sporu o pravém tvaru zvířete: Jeden slepec posuzuje slona podle ocasu, kterého se dotýkal, druhý podle nohy, další podle ucha. Podle tohoto podobenství je každá interpretace světa a člověka útržkovitá a je vzhledem k pomíjivosti života promarněným časem. Blázen se ptá: „Byl jsem již dříve? Nebo jsem dříve nebyl? Co jsem byl dříve? (…) Budu příště? Nebudu příště? (…)“ Nebo pochybuje o přítomnosti: „Jsem? Nebo nejsem?“
Buddha radil těm, kdo hledají pravdu, aby nepřijímali cokoliv pouze na základě autority druhého, nýbrž aby uvažovali a usuzovali sami, zda nějaká věc je správná nebo špatná. Buddha klade menší důraz na pravdu a rozumové poznání než západní filozofičtí skeptici. Místo toho zdůrazňuje cíl – bodhi, který, velmi často vnímaný jako osvícení, nepředpokládá poznání nebo pravdu ve smyslu rozumového pochopení.

### Džainský skepticismus
Džainský skepticismus vznikl jako reakce na hinduismus a jeho kastovní systém. Je to pokračování starověké tradice Šramana, která pochází z véd. Základní myšlenkou džinismu je nenásilí jako projev respektování veškerého života, relativnost a mnohostrannost pravdy a mravnost založené na touze po osvobození – (mókša). Džainský filozofický skepticismus slouží jako model liberalismu pro svoje tvrzení, že pravda je relativní a mnohostranná a pro svoji ochotu vyhovět všem možným úhlům pohledu jiných filozofických směrů. Také je srovnatelný se západními filozofickými koncepty subjektivismu, morálního relativismu a objektivismu.

#### Anékántaváda
Anékántaváda je jeden z nejdůležitějších filozofických konceptů džainismu. Odkazuje na principy filozofického pluralismu a princip, že pravda a realita jsou z různých zorných úhlů vnímány různě a že žádný zorný úhel neumožňuje zjištění celé pravdy. Z toho plyne, že žádný člověk nemůže tvrdit, že jeho názor obsahuje absolutní pravdu.
Počátky filozofie anékántavády se připisují Máhavírovi (599 – 527 př. n. l.), 24. džainskému tírthankarovi. Sanskrtské slovo an-eka-anta-vāda znamená doslovně „nauka o nevylučování“, což v přeneseném slova smyslu znamená „filozofický skepticismus“.

#### Sjádváda
Sjádváda je džainská teorie postulátu. Jinými slovy, sjádváda poskytuje základní pokyny, které je možné použít k odvozování postulátu nebo principu. Počáteční předpoklad nebo postulát je zadán v sedmi tvrzeních, od kterých jsou všechna ostatní tvrzení logicky odvozena způsobem „podmíněné předpovědi“
Tedy, pravdy, která jsou platné uvnitř svých vlastních soustav lze syntetizovat a vzájemně vylučovat. Mezi různými pravdami o stejné věci je pak vždycky jedna vždycky platná.
Zjednodušeně vypadá teorie sedminásobného předpokladu (saptabhanginaja) následovně
1. sjád-asti – “možná že je”
2. sjád-násti – “možná že není”
3. sjád-asti-násti – “možná že je a není”
4. sjád-avaktavja– “možná že je nevylíčitelný”
5. sjád-asti-avaktavja – “možná že je a je nevylíčitelný”
6. sjád-násti-avaktavja – “možná že není a je nevylíčitelný”
7. sjád-asti-násti-avaktavja – “možná že je a není a je nevylíčitelný”

#### Najaváda
Najaváda je teorie dílčích zorných pohledů. Je užívána k dosažení určitého závěru odvozováním určitého aspektu. Každý objekt má nekonečné množství aspektů, ale v běžné praxi se popisují jenom ty důležité a bezvýznamné se ignorují. Tímto se zařazuje najaváda mezi filozofie kritického skepticismu. Podle najavády vznikají všechny filozofické spory nesouladem zaujímaných zorných úhlů pohledu, aniž bychom si to uvědomovali.

### Islámský skepticismus
V islámských filozofických školách založil skepticismus al-Ghazzálí (1058–1111 n. l.), známý pod jménem Algazel, jako součást ortodoxní teologické školy Aš’arí.
Zdá se, že jeho myšlenky ovlivnily myšlení Descartese (1596–1650 n. l.), protože východiskem obou je metodická skepse – zpochybnění všeho, o čem lze pochybovat. Jak al-Ghazzálí, tak i Descartes odmítájí běžnou skepsi, „pochybování pro pochybování“, a pochybnost užívájí jen proto, aby zjistili pravdu.

### Čínský skepticismus
V Číně zavedl filozof Wang Čchung (v letech 27–100 n. l.) určitou formu naturalismu založeného na racionální kritice pověr vzniklých za konfucianismu a taoismu v prvním století našeho letopočtu. Jeho neo-taoistická filozofie byla založena na sekularitě racionálního myšlení podobné vědeckému skepticismu.

## Epistemologie a skepticismus
Skepticismus jako epistomologický argument předkládá především otázku jestli je nějaké pravdivé poznání vůbec možné. Skeptici argumentují tím, že víra v něco nutně neospravedlňuje vědění o něčem. V tomto se skeptici neshodují s dogmatickými fundamentalisty jako Spinoza, který tvrdí, že Bůh je předpokladem a základem všeho, co jest, aniž by sám byl v čemkoliv obsažen. Filozofický skepticismus se k tomuto rozporu staví tím, že vyžaduje aby „základní postoj“ byl zbaven logického omylu, tedy argumentace z nevědomosti založené na nespolehlivých faktech. Kromě tohoto argumentu užívají skeptici Agrippovy tropy, že pravdivého závěru nelze být dosaženo vzhledem k bludnému kruhu (diallelus). Fundamentalisté užívají naopak tytéž Agripovy trópy k opodstatnění jejich základního postoje. Tento skeptický postoj zřídkakdy dosahuje svého pyrrhoniánského extrému ve fikcionalismu, který říká, že není možné tvrdit, že něco je pravda, ale, že všechny závěry jsou spíše užitečná fikce.
Klasický filozofický skepticismus tvrdí, že skeptici nic neví. Tento názor zastával i Sókratés, což vyplývá z pasáže Platónovy Obrany Sókrata před aténským lidovým soudem: „já nevím, ani se nedomnívám, že vím“, všeobecně známé jako Sokratův výrok: „vím, že nic nevím“. Zdá se, že Sókratés si myslel, že neustálými otázkami je možné dospět k určitému poznání, ale že správnou otázku ještě nikdo nepoložil.
Akademické školy řeckého filozofického skepticismu šly ještě dále, tvrzením, že „je nemožné získat pravdivé poznání, protože neustálým ověřováním se pravda nachází v jakémsi bludném kruhu (diallelus).“
Akademická skepse starověký řecký skepticismus již nepodporuje a užívá termín pravděpodobná pravda na základě „přiměřené jistoty“. Klasičtí skeptici považují tento názor za dogmatismus. Pro pozdější filozofy byl tento extrémní názor nepřijatelný a zejména Kant formuloval dogmatismus způsobem, který již nebyl protikladem skepticismu. Arkesilaos, který tuto fázi vývoje skepticismu inicioval prostě opravil Platónův výrok „já nevím, ani se nedomnívám, že vím“, přidáním „a ani to nevím“, čímž úplně odmítnul dogmatismus.